# 오이촌 (미에현)
오이촌(大井村)은 미에현 이치시군에 있던 촌이다. 현재의 쓰시에 해당한다.

## 역사
- 1889년 4월 1일 - 정촌제 시행에 의해 이치시군 오이촌이 성립하였다.
- 1955년 1월 15일 - 하세촌, 가와이촌, 다카오카촌과 합병해 이치시정이 성립하여, 동일 오이촌은 폐지되었다.

## 교통

### 철도
- 일본국유철도
  - 메이쇼선
- 긴키 닛폰 철도
  - 긴테쓰 오사카선

## 참고문헌
- 角川日本地名大辞典 24 三重県